# Paulus Genberg
Paulus (även Paul) Genberg, född den 13 april 1811 i Brunflo socken i Jämtland, död den 29 september 1875 i Kalmar, var en svensk professor vid Lunds universitet, ledamot av Svenska akademien, biskop i Kalmar stift och statsråd. Han var svärfar till pedagogen Oscar Swahn samt morfar till publicisten Waldemar Swahn och konstnären Ragnar Swahn.

## Biografi
Han föddes till föräldrar Anders Pålsson och Anna Persdotter.  Sin första skolgång fick Genberg i Frösö skola, varefter han begav sig till Lund, där han 1828 blev student och 1835 filosofie magister. År 1837 blev han docent och 1842 adjunkt i romersk vältalighet och poesi. År 1843–1844 studerade han i Tyskland, huvudsakligen under Hegels lärjungar Georg Andreas Gabler, Karl Ludwig Michelet och Friedrich von Schelling. År 1847 utnämndes han till professor i praktisk filosofi vid Lunds universitet.
På hösten samma år valdes han till riksdagsman för Lunds universitet och anslöt sig till reformvännerna samt blev i början av den oroliga mars månad 1848 invald i reformsällskapets styrelse. I april samma år blev han, om än motvilligt, utnämndes till statsråd och chef för ecklesiastikdepartementet.
På denna post stannade till 1852, då han utnämndes till biskop i Kalmar stift. Han var inte prästvigd då han utnämndes till biskop. I egenskap av biskop bevistade han riksdagen 1853–1854 samt kyrkomötena 1868 och 1873, vid vilka han hade plats i kyrkolagsutskottet.
Genberg blev även ledamot i den efter det första kyrkomötet nedsatta kyrkolagskommittén och verkade där som rättslärd på kyrkolagstiftningens område. Hans reservation angående kyrkolagens formella anordning blev även Högsta domstolens mening. Vid kröningen av Karl XV 1860 blev han teologie doktor, och 1871 invaldes han i Svenska akademien på stol 10.
Bland Genbergs skrifter märks De principio philosophiæ moralis (1846) och Belysning och granskning af Hegelska philosophiens hyperboreiska referering (samma år), riktade mot Uppsalahegelianen Fredrik Georg Afzelius. Litterärt, filosofiskt och tidshistoriskt intressant är Genbergs dagbok från tyska resan, som finns som manuskript i Lunds universitetsbibliotek.
Genberg gifte sig den 31 augusti 1849 i Lund med Amalia Charlotta Christina Toll . De var föräldrar till Axel Gustaf Genberg.